# Théniet El Had (distrito)
Théniet El Had é um distrito localizado na província de Tissemsilt, Argélia. Sua capital é a cidade de mesmo nome. A população total do distrito era de 32 444 habitantes, em 1998.[carece de fontes?]

## Comunas
O distrito está dividido em dois comunas:
- Théniet El Had
- Sidi Boutouchent